# Acrobasis tumidana
Acrobasis tumidana (Denis & Schiffermüller 1775) је врста ноћног лептира (мољца) из породице Pyralidae.

## Распрострањење
Врста је распрострањена на подручју већег дела Европе. У Србији се спорадично јавља али иде од низија па до скоро 1500 m надморске висине.

## Опис и биологија
Крила ове врсте су шарена, прелива се неколико нијанси браон и сиве боје са карактеристичним белим појасом којег прати браон појас на средини крила. Распон крила иде од 19 до 24 mm. Код нас врста лети од маја до средине септембра, а може се видети и на већим надморским висинама. Гусенице се најчешће налазе на листовима храста (Quercus), који је и биљка домаћин ове врсте. Одрасле јединке привлачи светло.

Ово је карактеристична врста, крила су беле боје са црним туфнама. Распон крила је од 27 до 33 mm. Одрасле јединке су активне од пролећа до краја лета и јављају се у једној генерацији. Јаја полажу на биљку домаћина, која је најчешће чичак (Carduus sp.), којом се гусенице хране. Одрасле једнике често долазе ноћу на светло.

## Галерија
- лептир
- гусеница
- лептир

## Синоними
- Conobathra tumidana (Denis & Schiffermüller, 1775)